# Distraction osseuse
La distraction osseuse est un ensemble de techniques chirurgicales permettant, grâce à la mise en place (interne ou externe) d'un appareil (le distracteur), d'allonger ou de créer de l'os.
La principale méthode de distraction osseuse s'appelle le callotasis ou callotase.

## Avantages
Les méthodes de distraction osseuse présentent plusieurs avantages par rapport à la greffe osseuse classique, notamment :
- la réponse des tissus mous entourant l'os est meilleure ;
- elles évitent l'ostéogenèse spontanée, imprévisible, associées aux greffes ;
- dans la plupart des cas, elles éliminent le besoin de greffe osseuse ;
- elles permettent de dépasser les limites classiques d'expansion osseuse ;
- elles permettent un contrôle (relativement) fin du processus d'ostéogenèse ;
- il n'y a pas de problème de résorption inhérente à toute greffe osseuse ;
- leur mise en œuvre est moins envahissante qu'une opération de chirurgie classique, il n'y a pas de cicatrices au niveau du site donneur ;
- il n'y a pas de problème de couverture osseuse (tels qu'ils peuvent se présenter lors des greffes classiques), puisque les tissus mous adjacents sont étirés (et de ce fait croissent) en même temps que l'os distracté, ce qui diminue le risque d'exposition, d'infection ou de nécrose.

## Inconvénients
Mais ces techniques ont aussi plusieurs inconvénients, notamment:
- les distracteurs osseux sont généralement chers ;
- les distracteurs occasionnent des cicatrices aux endroits récepteurs ;
- les distracteurs externes sont peu discrets, ils peuvent gêner ou embarrasser les patients ;
- une fois l'extension souhaitée acquise, une seconde séance chirurgicale est nécessaire pour retirer l'appareillage ;
- la douleur peut être importante lors de l'activation de l'appareil, celle-ci doit alors être prévenue par la prise d'antalgiques ;
- la mise en place de cette technique s'étale sur plusieurs semaines, pendant lesquelles le patient doit porter en permanence un appareillage encombrant et inesthétique.

## Complications possibles
Tout acte médical - même conduit dans les meilleures conditions possibles, par les meilleures équipes possibles - comporte des risques ; pour ce qui concerne les distractions osseuses, peuvent ainsi se présenter :
- des ostéomyélites (infections osseuses) liées à l'état général du patient ;
- une pseudarthrose atrophique, qui est une complication osseuse par défaut de consolidation ;
- une algodystrophie peut survenir, notamment si la distraction a été effectuée sur les os longs ;
- un pseudarthrose hypertropique, qui est une complication osseuse (rare) par excès de consolidation ;
- des complications liées à l'étirement excessif des tissus mous adjacents : nerfs, muqueuses ou muscles ;
- des complications nosocomiales, liées par exemple à une mauvaise hygiène du personnel d'intervention et/ou à un mauvais entretien du matériel de distraction ;
- un cal vicieux (qui est une consolidation en position anormale de l'os distracté) ou d'autres anomalies de position des segments osseux distractés ; ces problèmes sont souvent liés à un défaut d'orientation ou d'alignement du matériel de distraction.

## Historique

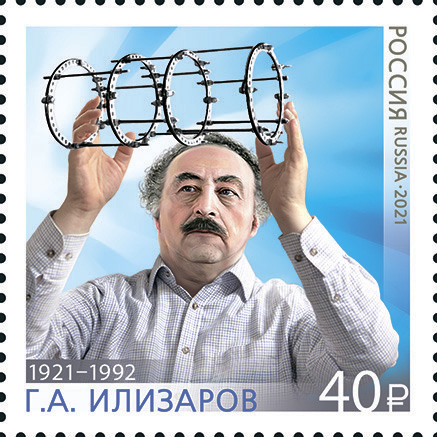
Timbre russe pour le centenaire de Gavriil Ilizarov présenté avec l'appareil qu'il a inventé (2021).

En 1889, la probablement première tentative d'ostéogenèse dirigée de l'histoire moderne est entreprise par les chirurgiens Hopkins et Penrose qui tentent d'implanter un bloc osseux, maintenu au moyen de vis d'ivoire, sur la jambe atrophiée d'un patient.
En 1905, d'autres tentatives sont faites par Alessandro Codivilla, chirurgien, directeur de l'institut orthopédique Rizzoli de Bologne, dans le traitement d'un fémur trop court. Mais sa méthode est abandonnée en raison de complications.
Le véritable « grand-ancêtre » de ces techniques est le professeur Gavriil Ilizarov (en) fondateur et premier directeur du Centre d'orthopédie et de traumatologie réparatrice de Kourgan, en Russie qui actuellement porte son nom, dont les travaux sur ce sujet s'échelonnent entre 1951 et 1992. Ilizarov découvre notamment que si l'on sectionne précautionneusement un os, sans abîmer le périoste, cet os se met à repousser ; le taux de repousse est alors uniforme, indépendamment des circonstances et des origines ethniques du patient. Ilizarov effectue également une série d'études sur la biomécanique des os longs, ce qui lui permet de définir les conditions optimales pour les opérations de distraction. Il met au point le fixateur externe et le distracteur circulaire qui portent son nom.

## Perspectives d’avenir

### Ultrasons
On savait depuis le début des années 1960, que des ultrasons pulsés de basse énergie augmentaient significativement le callotasis, sans que l’on comprenne bien ce mécanisme. Mais les systèmes de génération ultrasonore ont été longtemps difficiles à manier et à mettre en œuvre « in vivo » sur les patients, car peu pratiques et encombrants. En outre, ces systèmes occasionnent une prolifération cellulaire générale difficile à canaliser, pouvant faire craindre des risques de cancer.
Aujourd’hui, l’ergonomie et la maniabilité des générateurs d’ultrasons se sont grandement améliorées. De nombreuses recherches peuvent maintenant être entreprises en ce domaine. On emploie alors généralement des signaux d’une fréquence de 1,5 MHz, d’une durée de 200 μs, avec un taux de répétition de 1 kHz et une intensité de 30 mW/cm2.

### Thérapie génique
Actuellement, la protéine EMP2 (Epithelial Membrane Protein) est considérée avec le plus grand intérêt par les spécialistes. Il semble en effet que cette protéine engendre la sécrétion de plusieurs facteurs de croissance osseux, tels les facteurs BMP (Bone Morphogenetic Proteins), IGF (Insulin-like Growth Factors) et TGF-β (Transforming Growth Factors β).
Ainsi, l'activation locale (à l'intérieur de cellules situées dans des zones osseuses à rallonger) du gène codant EMP2 permet l'allongement des os in vitro et sans chirurgie. Mais cette protéine a toutefois de nombreux effets secondaires, notamment :
- il est assez difficile de cibler uniquement les cellules à activer, qui doivent être des cellules saines (car évidemment, l'activation de cellules cancéreuses ou précancéreuses pourrait avoir des conséquences dramatiques) et situées dans la zone à faire croître (il ne s'agit pas de faire pousser les os « de travers ») ;
- il semble également qu'EMP2 soit une nourriture de choix pour certaines chlamydias, puisque lorsqu'on bloque l'expression de son gène-codant sur des groupes de cellules infectées par ce type de bactéries, celles-ci se mettent à dépérir.

L'idéal serait donc de trouver une protéine identique à EMP2 pour ce qui est de l'aptitude à faire croître les os, mais sans ses inconvénients.